# Casa do Bispo (Rio de Janeiro)
Pour les articles homonymes, voir Bispo.
La Casa do Bispo (littéralement, Maison de l'Evêque) est un manoir du XVIIIe siècle situé à Rio de Janeiro dans le quartier de Rio Comprido. Il est classé par l'Instituto do Patrimônio Histórico e Artístico Nacional (IPHAN) le 15 juillet 1938,.

## Historique
L'ancienne résidence des évêques de Rio de Janeiro faisait partie des terres utilisées pour les plantations de canne à sucre dans l'actuel quartier de Rio Comprido qui appartenaient aux jésuites et qui ont été données aux moines par Estácio de Sá en 1565,.
L'édifice a été construit par l'ingénieur José Fernando Pinto Alpoim au début du XVIIIe siècle et acquis en 1765 par Francisco Xavier de Carvalho qui a fait don de la propriété à l'évêque D. Frei Antônio do Desterro, chargé de transformer le siège en séminaire en 1873,,.
En 1891, son nom a été changé en Séminaire São José, une institution qui a perduré jusqu'aux années 1980, date à laquelle il a été acquis par la Fondation Roberto Marinho et qui lui appartient toujours aujourd'hui.
En 2002, la Fondation Roberto Marinho s'installe dans le bâtiment,. En plus des activités philanthropiques et culturelles, le bâtiment est utilisé pour certains des studios de Canal Futura .

## Architecture
Le bâtiment présente une architecture coloniale caractéristique des fermes du XVIIIe siècle à Rio de Janeiro. Il possède un balcon en façade et une cour centrale, tous deux pourvus de colonnes en maçonnerie toscane, accessibles par un escalier à deux volées. Il a une arcade au rez-de-chaussée.
Malgré le processus d'inscription par l'Instituto do Patrimônio Histórico e Artístico Nacional (IPHAN) en 1938, lorsque la Fondation Roberto Marinho a acheté le bâtiment, le lieu avait un aspect d'abandon et la Fondation a dû restaurer et récupérer une bonne partie du manoir.